# Apeadeiro de Urgueiras
O Apeadeiro de Urgueiras foi uma gare da Linha do Vouga, que servia a localidade de Urgueiras, no concelho de Albergaria-a-Velha, em Portugal.

## Descrição

### Caraterização física
A plataforma situa-se do lado poente da via (lado direito do sentido ascendente, para Viseu).[carece de fontes?]

### Serviços
Em dados de 2022, esta interface é frequentada por serviços da C.P. de tipo regional, com duas circulações diárias em cada sentido, entre Oliveira de Azeméis e Sernada do Vouga: tal como nos restantes interfaces deste segmento da Linha do Vouga, encerrado desde 2013, este serviço é prestado por táxis ao serviço da C.P.

## História
Este apeadeiro situa-se no troço entre Oliveira de Azeméis e Albergaria-a-Velha, que entrou ao serviço em 1 de Abril de 1909. (Em 1 de Janeiro de 1947, a exploração da Linha do Vouga passaria para a Companhia dos Caminhos de Ferro Portugueses.
Urgueiras não consta ainda dos horários da Linha do Vouga em 1913, tendo sido criado posteriormente. Em 1985, este interface era ainda um ponto de paragem na linha, com infraestrutura mínima, sem plataformas nem abrigo para os passageiros.

Em 2013 os serviços ferroviários foram suspensos no troço entre Oliveira de Azeméis e Sernada do Vouga (incl. Urgueiras), por motivos de segurança, circulando apenas composições com fins técnicos (inspeção, manutenção, etc.), sendo o transporte de passageiros neste trajeto efetuado por táxis ao serviço da C.P. que frequentam locais próximos de cada estação e apeadeiro para tomadas e largadas.